# Авдеев, Владимир Константинович
 Авде́ев Владимир Константинович (13 ноября 1941 г., село Чубовка, Кинельского района, Куйбышевской области, РСФСР, СССР) —
советский и российский военачальник; генерал-лейтенант (1993); начальник войск противовоздушной обороны Московского военного округа (1989—1998).

## Биография
Родом из Приволжья, после курса средней школы окончил с отличием Оренбургское зенитное артиллерийское училище имени Г. К. Орджоникидзе (1959—1962). Сложилось так, что практически в это же время был создан новый род войск (16 августа 1958 года вышел Приказ Министра обороны СССР «О реорганизации системы войсковой противовоздушной обороны») — Войска Противовоздушной обороны Сухопутных войск ВС СССР, что определило профессиональную судьбу молодого офицера. Служебный путь начался в частях ПриВО с должностей начальника расчёта, командира взвода, командира батареи. 

1971—1975 гг. — учёба в Военной академии противовоздушной обороны Сухопутных войск им. Маршала Советского Союза Василевского А. М., г. Киев, диплом с отличием. Во время обучения активно занимался спортом (офицерским многоборьем, лыжными гонками), выполнил нормативы кандидата в мастера спорта СССР.
1975—1976 гг. — заместитель командира полка, а с 1976 по 1979 г. командир 1143-го Ордена Александра Невского Одерского зенитного ракетного полка, 31-й тд, ЦГВ.
Кроме выполнения боевых, служебных задач, личный состав полка активно участвовал в работах по уборке урожая, освоению целинных и залежных земель, что было отмечено награждением первым орденом — «Знак Почёта».

1979—1980 гг. — начальник ПВО 31-й танковой Висленской Краснознамённой орденов Суворова и Кутузова дивизии, ЦГВ.
1980—1981 гг. — начальник ПВО 80-й гвардейской учебной мотострелковой Уманской ордена Суворова дивизии, пос. Отар, Жамбылской области, Казахской ССР, САВО. 

Полковник (1981 г.).

1981—1983 гг. — командир 186-го отдельного зенитного ракетно-артиллерийского дивизиона, САВО, г. Ош (Киргизия). 

1983—1985 гг. — учёба в Военной ордена Ленина Краснознамённой ордена Суворова академии Генерального штаба ВС СССР имени К. Е. Ворошилова.

1985—1988 гг. — начальник ПВО 5-й гвардейской танковой армии, Белорусский военный округ, г. Бобруйск. 

1988—1989 гг. — начальник штаба войск ПВО Главного командования Южного направления, г. Баку. Это был непростой период службы в эпоху Перестройки, события в регионе ответственности разворачивались на фоне Карабахского конфликта. Безуспешные усилия центра разрешить кризис наряду с бедственным положением беженцев и множеством местных локальных конфликтов привели в 1988—1989 г. к началу массовых народных волнений. Напряжённая ситуация сложилась так же на советско-иранской границе на территории Нахичеванской АССР; жителями автономии и других поселений проводились массовые выходы на границу, сопровождавшиеся разрушениями инженерных сооружений. Из-за малочисленности внутренних войск МВД, подчинявшихся только приказам из Москвы, местное руководство напрямую обратилось в Совет Министров СССР с просьбой оперативно задействовать военных из гарнизонов МО СССР, что потребовало от командования всего региона и каждой воинской части умения находить компромиссные, сдерживающие решения при выполнении миротворческих задач. 

1989—1998 гг. — начальник войск противовоздушной обороны Московского военного округа; генерал-майор (1991 г.); генерал-лейтенант (1993 г.). В 1990 г. при укрупнении Московского военного округа за счёт пополнения воинскими частями, выводимыми из заграничных групп войск, были созданы дополнительные окружные (фронтовые) комплекты войск ПВО; решены масштабные задачи по расквартированию личного состава, обучению и адаптации войск в новых условиях управления и взаимодействия с частями и соединениями. В 1992 г. наступил новый этап реформирования в связи с разделением ВС СССР на Вооруженные силы независимых республик. Осенью 1992 г. войска ПВО МВО под руководством ген/м-ра Авдеева В. К. достойно выполнили задачу по доказательству права на существование родного рода войск противовоздушной обороны Сухопутных войск, учения «Оборона-92», полигон «Эмба».

В период грузино-абхазского конфликта 1992—1993 гг. командовал войсками ПВО российской военной миротворческой группировки в Абхазии.

## В отставке
Сорокалетний опыт службы генерала Авдеева в войсках ПВО востребован на заводах, КБ, службах заказчика, испытательных полигонах, научно-технических конференциях. Владимир Константинович плодотворно работает в качестве советника, консультанта руководителей промышленных предприятий оборонного комплекса в направлении совершенствования системы вооружения войск Противовоздушной обороны Сухопутных войск. Принимает активное участие в работе Российского Союза ветеранов и Союза ветеранов Московского военного округа.

## Семья
В браке с 1962 г. Жена — Людмила Николаевна Авдеева (1941-2023 гг.), уроженка г. Ульяновск, медицинский работник. Дочь — Елена (проживает в г. Новосибирск, Россия).

## Награды
- Орден «За военные заслуги» (Россия)
- Орден «За службу Родине в Вооружённых Силах СССР» 3-й степени
- Орден «Знак Почёта»
- Орден Российского Союза Ветеранов «За заслуги в ветеранском движении»[1]
- Медаль за воинскую доблесть «В ознаменование 100-летия со дня рождения В. И. Ленина»
- Медаль «В память 850-летия Москвы»
- Медаль «Двадцать лет победы в Великой Отечественной войне 1941-1945 гг.»
- Медаль «Ветеран Вооружённых Сил СССР»
- Медаль «За укрепление боевого содружества» (СССР)
- Медаль «50 лет Вооружённых Сил СССР»
- Медаль «60 лет Вооружённых Сил СССР»
- Медаль «70 лет Вооружённых Сил СССР»
- Медаль «За укрепление боевого содружества» (Минобороны России)
- Медаль «За отличие в службе в Сухопутных войсках»
- Медаль «За безупречную службу» I степени
- Медаль «За безупречную службу» II степени
- Медаль «За безупречную службу» III степени
- Орден Леона (Республика Абхазия)